# Cuirasier

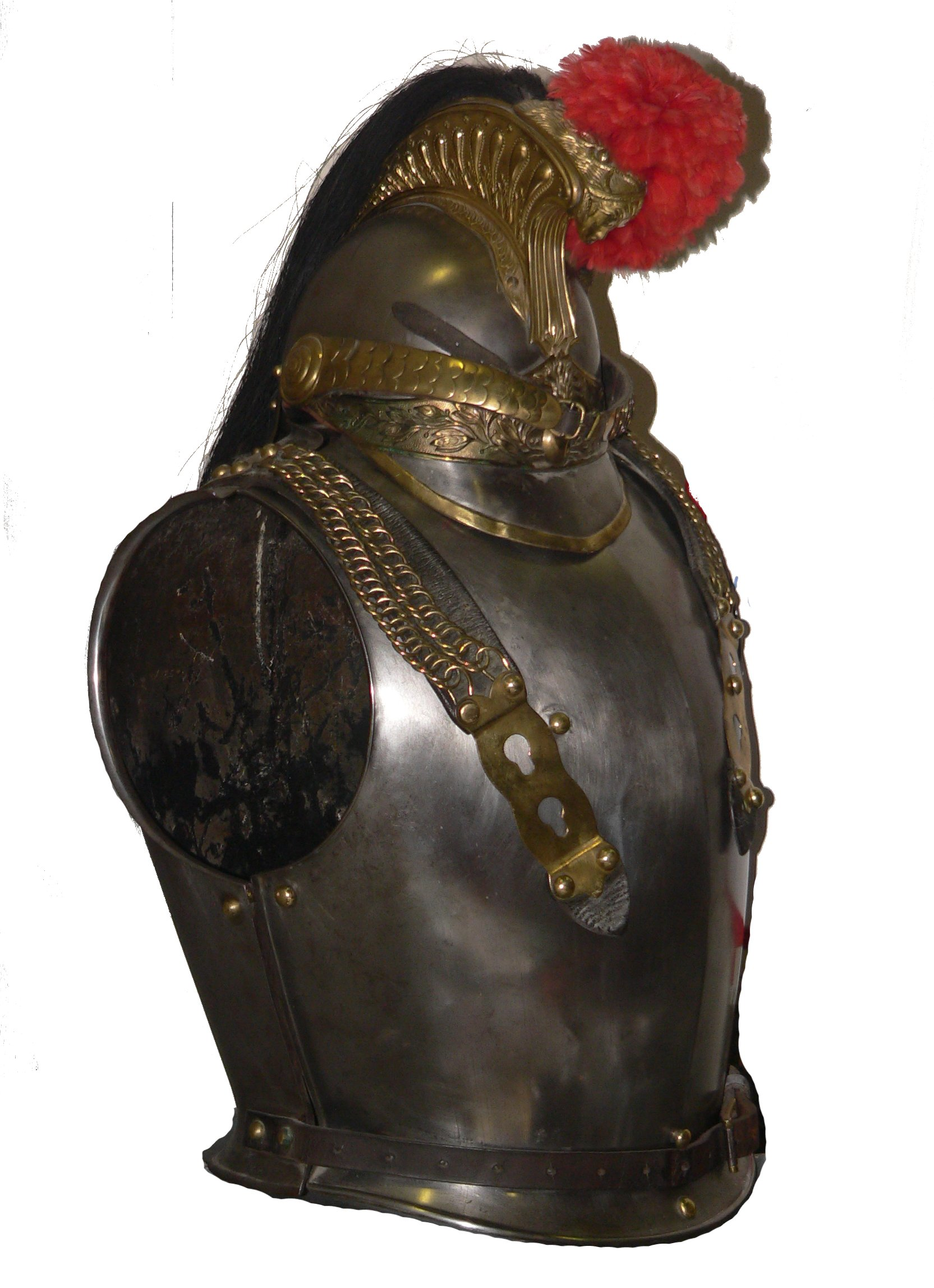
Armură de cuirasier francez, 1854

Cuirasierii au fost trupe de cavalerie grea echipate cu cuirasă și arme de foc, și au apărut prima dată la sfârșitul secolului XV în Europa. Au fost succesorii cavalerilor medievali cu armură. Termenul provine de la cuirasă, platoșa purtată de aceste trupe.

## Cuirasierii în perioada napoleoniană

### Cuirasierii francezi
Napoleon I și-a format regimentele de cuirasieri prin transferarea către primele 12 regimente de cavalerie a celor mai înalți și puternici oameni și cai. El le-a atribuit platoșe, din acest moment fiind considerați trupe de elită. Regimentul 13 de cuirasieri a fost format în 1809 din regimentul 1 provizoriu de cavalerie grea, iar regimentul 14 de cuirasieri din regimentul 2 de cuirasieri olandezi. În timpul Campaniei din Rusia din 1812, acest regiment avea numai două escadroane, altele fiind formate în Olanda și devenind disponibile în 1813. În mai 1812, soldații din acest regiment aveau și uniforme olandeze albe, dar și uniforme franceze de culoare albastru-închis. Regimentul a fost desființat în 1814. Regimentul 15 de cuirasieri a fost alcătuit în 1814 la Hamburg din soldați recrutați din regimentele de cuirasieri 2, 3 și 4 și ofițeri luați din multe alte regimente, toți fiind amestecați cu un număr mare de recruți. Atunci când ofițerii au reușit în sfârșit să facă un escadron să încalece, în momentul următor soldații erau trântiți la pământ iar caii galopau de-a lungul străzilor. Acest regiment a fost desființat în același an.

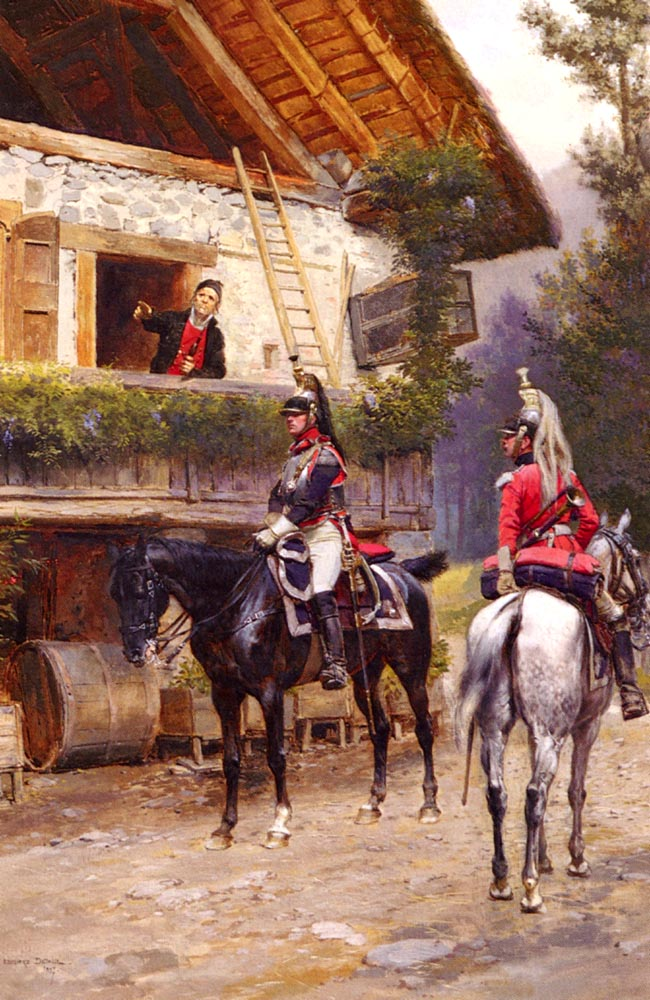
Perioada napoleoniană:Cuirasier (stânga) şi trompetist de cuirasieri (dreapta)

În timp ce alte tipuri de cavalerie aveau propriile roluri importante de jucat, cuirasierii, descendenții cavalerilor medievali, erau cei care puteau întoarce rezultatul unei bătălii numai prin greutatea și forța lor brută. Semănau frică de fiecare dată când se aventurau înainte, iar generalii nu îi aruncau în luptă decât atunci când era neapărată nevoie.